# 前蝶略

前蝶略区在赫尔辛基地图上的位置

前蝶略（芬蘭語：Etu-Töölö）是芬兰首都赫尔辛基的第十三号市区。在赫尔辛基行政上前蝶略区是在1959年被命名的，当时蝶略区划分为前蝶略区和后蝶略区。现在前蝶略区被视为市中心的一部分，而整个蝶略区则为赫尔辛基城区的一部分。
前蝶略区有居民14,750人（2017年1月1日），及6,541个工作岗位（2015年12月31日）。市区居民中有82%的人母语为芬兰语、12%的人母语为瑞典语、6%的人母语为其他语言。
前蝶略区内的建筑风格为后期德式青年风、1920年代的古典风格和前期功能主义。